# NGC 1796
NGC 1796 (również PGC 16617) – galaktyka spiralna z poprzeczką (SBb), znajdująca się w gwiazdozbiorze Złotej Ryby. Odkrył ją John Herschel 26 grudnia 1834 roku.